# Luis Gunter II de Schwarzburgo-Rudolstadt
Luis Gunter II de Schwarzburgo-Rudolstadt, también conocido como Luis Gunter IV (en alemán, Ludwig Günther von Schwarzburg-Rudolstadt; Rudolstadt, 22 de octubre de 1708-ibidem, 29 de agosto de 1790), fue el príncipe gobernante de Schwarzburgo-Rudolstadt desde 1767 hasta su muerte.

## Biografía
Luis Gunter fue el menor de los hijos de Luis Federico I de Schwarzburgo-Rudolstadt y su esposa, Ana Sofía de Sajonia-Gotha-Altemburgo. El príncipe Luis Gunter creció como el decimotercer y menor de los hijos, entre siete hermanas y tres hermanos (dos hermanas ya habían muerto cuando nació).
En su juventud, Luis Gunter viajó a Italia. En este viaje, el príncipe pudo maravillarse con la herencia artística de Italia. También tomó un empleo como coronel en Milán de 1726 a 1731. Entre 1722 y 1731, visitó Rudolstadt dos veces. Su carrera militar se dio por terminada por problemas con su oído.
En 1767, Luis Gunter heredó el principado de Schwarzburgo-Rudolstadt a la edad de 59 años. La mayor parte de la administración era realizado por su canciller, Christian Ulrich von Ketelholdt, con quien tenía una buena relación de trabajo. Uno podría decir que el canciller era de facto regente. El príncipe tenía varias ocupaciones; entre otras cosas, era un entusiasta de los caballos.
En 1784, Luis Gunter permitió una concesión de comercio a tres familias judías de Dessau, creando así las bases de una comunidad judía en Rudolstadt.
Cuando nació, Luis Gunter era el cuarto en la línea de sucesión. Para 1726, dos de sus hermanos mayores habían muerto y él había ascendido al segundo puesto. Entre 1734 y 1741, hizo construir para él un palacio barroco nombrado castillo de Ludwigsburg por debajo del castillo de Heidecksburg.
Después de la muerte de su sobrino, el príncipe Juan Federico, en 1767, se trasladó del castillo de Ludwigsburg al castillo de Heidecksburg. Cuando los abandonó, el palacio de Ludwigsburg sirvió como escuela principesca de arte y albergó la colección de historia natural propiedad del príncipe heredero Federico Carlos y la colección de monedas de Luis Gunter, que había empezado en 1738. Su madre, quien poseía una colección de rareza, le había acrecentado su pasión por el coleccionismo. Había visto la colección de monedas de su tío, el duque Federico II de Sajonia-Gotha-Altemburgo, durante una visita a Gotha. Esta colección, que había ampliado en 1712 con la compra de la colección del príncipe Antonio Gunter II, se hallaba entre las más importantes colecciones de moneda en el siglo XVIII e incluía una colección separada de 600 bracteatos medievales. Luis Gunter trasladó su colección de monedas al castillo de Heidecksburg y amplió la colección con nuevas adquisiciones. En 1776, archivó su colección. No obstante, sus sucesores tuvieron poco interés en la colección y vendieron parte de ella. Para 1919, permanecían 1710 piezas; ahora son parte de una colección de 5000 monedas que se exhiben en el castillo de Heidecksburg.
En 1778, Luis Gunter II fundó una biblioteca de la corte en el ala oeste del castillo de Heidecksburg, estableciendo las bases de una Biblioteca del Palacio que hoy en día alberga aproximadamente 7000 volúmenes. Además de los folios que Luis Gunter II había traído consigo de Italia, también adquirió obras de arte de renombrados artistas. El erudito Friedrich Karl Gottlob Hirsching señala en su Descripciones de las bibliotecas alemanas dignas de verse de 1786, que: "El príncipe ha enriquecido su biblioteca con una colección de buen gusto de varios miles de grabados, entre ellos algunos por William Hogarth".
Luis Gunter II murió el 29 de agosto de 1790 y fue sucedido como príncipe gobernante por su hijo, Federico Carlos.

## Matrimonio e hijos
Luis Gunter II contrajo matrimonio el 22 de octubre de 1733 en Greiz con la condesa Sofía Enriqueta de Reuss-Untergreiz (1711-1771). Tuvieron cuatro hijos:
- Federico Sofía (1734-1734).
- Cristiana Federica (1735-1738).
- Federico Carlos (1736-1793), su sucesor.
- Cristián Ernesto (1739-1739).